# Куростров
Куростров — острів у Холмогорському сільському поселенні Холмогорського району Архангельської області, в Холмогорському розгалуженні Північної Двіни.

## Опис
Острів знаходиться навпроти села Холмогори. Між Холмогорами та Куростровом у період літньої навігації діє поромна переправа, у холодну пору року — зимник. Від лівого берега Північної Двіни Куростров відокремлює протоку Бистрокурка, від островів Ухтостров (Вошкаранський), Вошкаранда (Мурки), Осередок, Ріпне — протока Богоявленка, від острова Кулья — протока Ровдогірка. Від правого берега Північної Двіни, де знаходиться село Вавчуга, Куростров відокремлює головний судноплавний рукав Північної Двіни. Від основного суднового ходу на 77,3 км відгалужується додатковий судновий хід до пункту зупинки Ломоносово на острові Курострів.
У селі Мишанінська (згодом частина села Денисівка, яка нині має назву Ломоносове) на Курострові народився перший академічно освічений російський вчений Михайло Ломоносов. Нині тут діє його історико-меморіальний музей.
Станом на початок ХХІ ст. на острові існувало 33 села.